# Броніслав Бауер

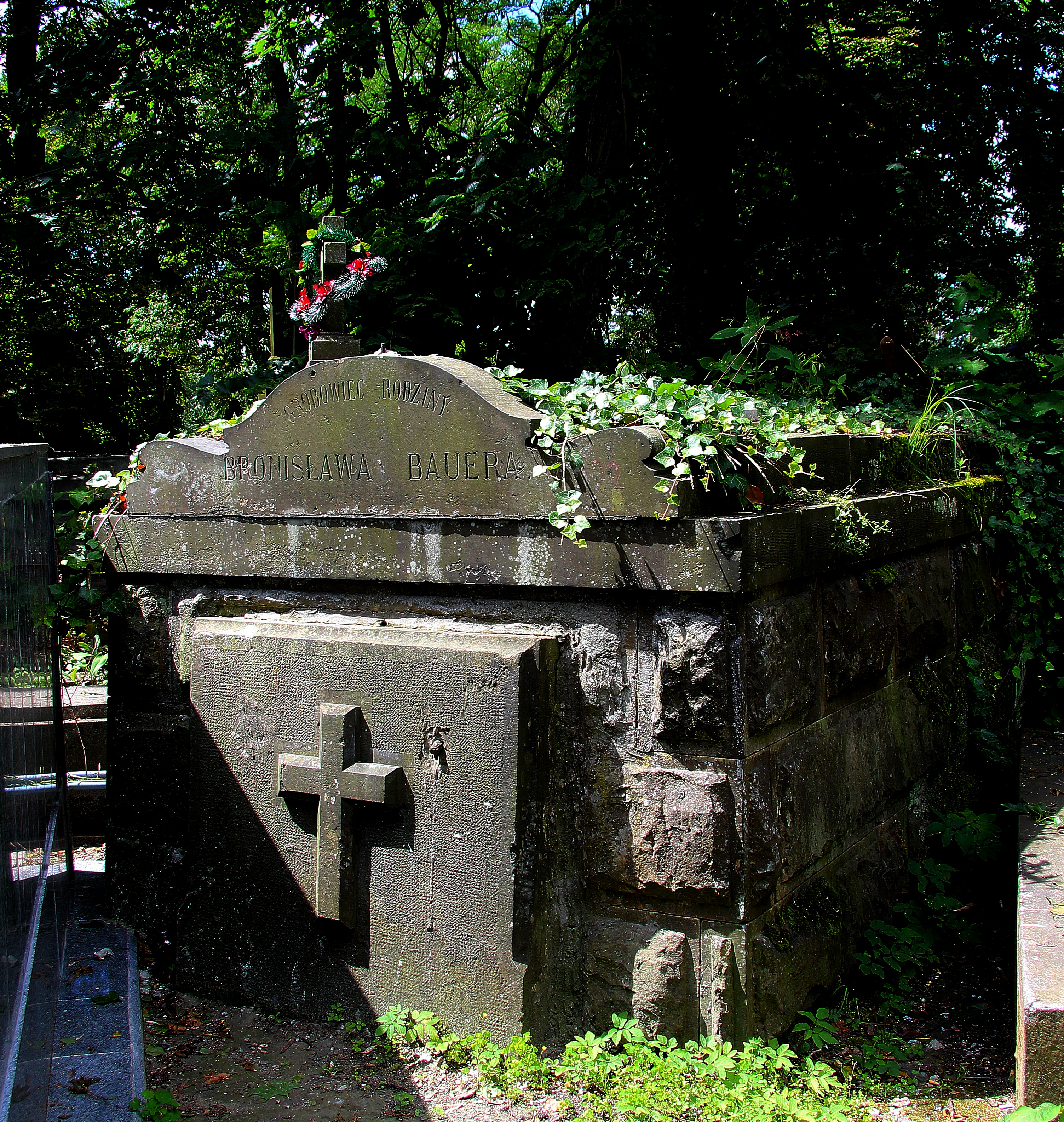

Бронісла́в Ба́уер (пол. Bronisław Bauer; 1851, Гримайлів, нині Тернопільська область — після 1939) — львівський архітектор.

## Біографія
Народився в містечку Гримайлів на Тернопільщині. Закінчив архітектурний факультет Львівської політехніки (1870–1876). Один із засновників Політехнічного товариства у Львові. У 1881 році входив до його правління, виконуючи функцію скарбника. Друкував роботи в журналі Czasopismo Techniczne (1880–1881). Член товариства уповноважених архітекторів у 1881–1931 роках. Будував переважно житлові будинки у Львові. Автор проєктів ряду громадських споруд. Брав участь у конкурсі на будинок Художньо-промислової школи у Львові. Був членом Товариства наукової допомоги для Цешинського князівства.
Дата смерті і місце поховання Броніслава Бауера невідоме. У Львові, на полі 6 Янівського  цвинтаря є гробовець з вибитим у камені написом польською мовою – “Гробовець родини Броніслава Бауера”. Але на ньому немає ні прізвищ, ні дат, жодних інших написів. Також не очевидно, що це місце поховання саме відомого архітектора, адже прізвище це досить поширене. Та й запис у біографії “помер після 1939” натякає, що місце поховання невідоме. 
Найбільше здивування викликає факт, що в метричній книзі гримайлівського костелу за 1851 р. народження хлопчика Броніслава Бауера не записано, зате зареєстровано народження дівчинки (!) Броніслави Бауер 31 грудня...

Будівлі у Львові
- Будинок Лісової школи на теперішній вулиці Кобилянської, 1 (1881)[5].
- Мішана школа імені С. Конарського на нинішній вулиці Бандери, 91 (нині середня школа № 55). Споруджена в 1892—1893 роках, співавтор проєкту Іван Долинський. Застосовано мотив «вікон Браманте» з італійського неоренесансу з вкрапленнями елементів народного мистецтва.[6]
- Одноповерхова вілла Шухевичів на вулиці Барвінських, 7. Споруджена 1897 року, збереглась у зміненому вигляді після перебудов 1928—1936 років[7].
- Проєкти будинків робітничої колонії залізничників на нинішній вулиці Смаль-Стоцького (1905—1914, у співавторстві)[8].
- Власна вілла архітектора з елементами народної архітектури (стиль «пітореск») на вулиці Гушалевича, 5 (1892)[9].
- Низка перебудов палацу на вулиці Пекарській, 11 для потреб фабрики бляшаних виробів Генрика Богдановича (1890, 1892, 1899 роки)[10].
- Житлові будинки на вулиці Листопадового чину, 7 (1890); вілла Барвінських на вулиці Барвінських, 5 (1897); № 9 і 11 на вулиці Донцова (1911)[11]; на вулиці Магазиновій, 1 (1904–1906); на вулиці Ярослава Мудрого 21, 23, 29 (1904–1907); на вулиці Франка, 7 (1911); на вулиці Єфремова 6, 8 (1911); на вулиці Шевченка 9, 13-15 (наприкінці XIX ст.), 30, 32 (обидва у 1912), на вулиці Лисенка, 46 (1913)[12].
- Прибуткові будинки Генрика Богдановича № 6 і 8 на вулиці Вузькій. Перший отримав оздоблення у стилі неокласицизму, другий — сецесії. Проєкти 1910–1911 років[10].
- Перебудова дому № 20 на вулиці Олени Степанівни у Львові (1931)[13].

Будівлі за межами Львова
- Притулок для людей похилого віку в місті Аньєр у Швейцарії (1880).
- Гімназія у Бродах (1881, співавтор Іван Долинський). Проєкт був одним із двох найкращих, обраних на конкурсі 1879 року (другим був проєкт архітектора Адольфа Мінасевича). Є однак дані, що 28 лютого 1880 року бродівський магістрат врешті обрав до реалізації саме проєкт Мінасевича[14].
- Будівництво дому польського гімнастичного товариства «Сокіл» у Самборі. Виконане в 1903-1904 роках фірмою Бауера за проєктом Емануеля Яримовича. Роботами на місці керував будівничий Владислав Яворський із Перемишля[15].

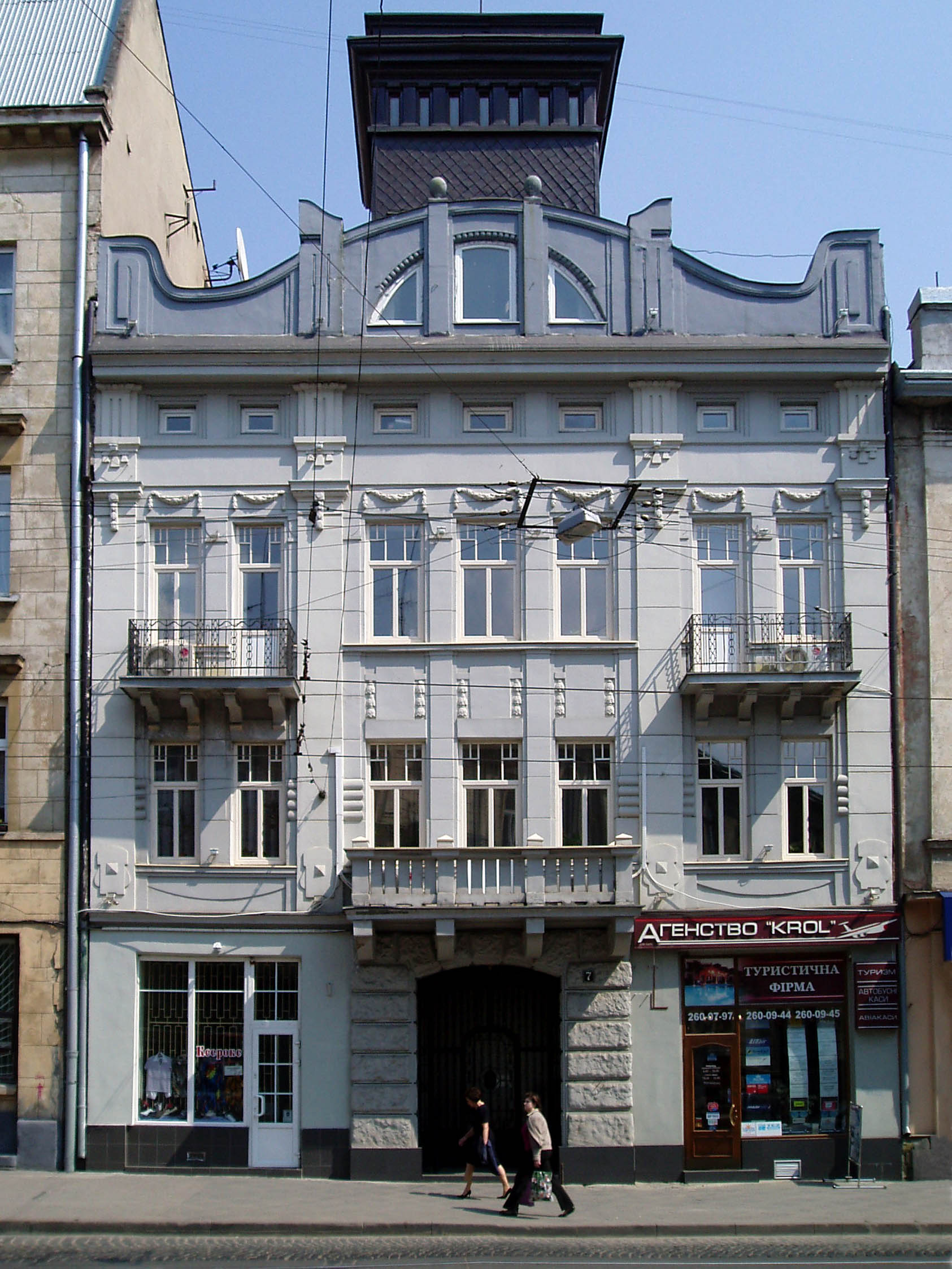
Будинок у стилі сецесії, на вулиці Франка, 7 (1911).
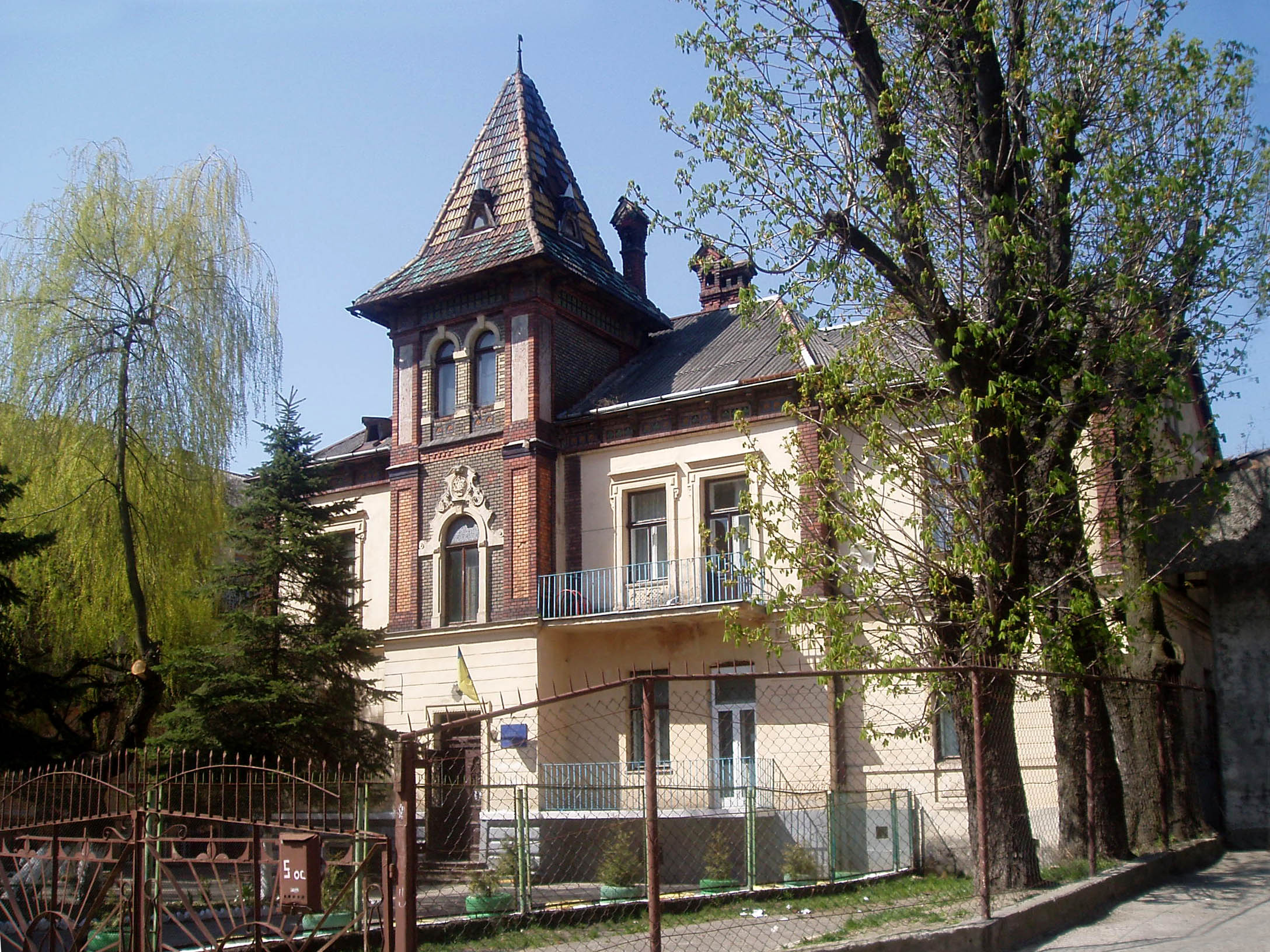
Власна вілла в стилі «пітореск» на вулиці Гушалевича, 5 (1892).
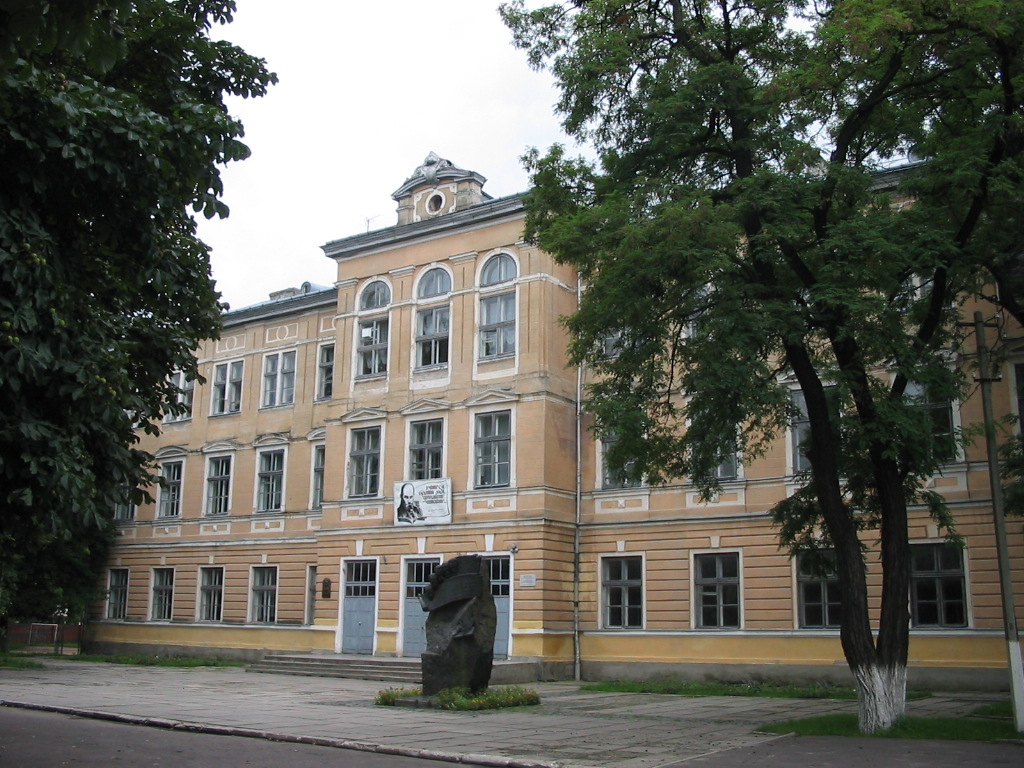
Гімназія у Бродах (1881).
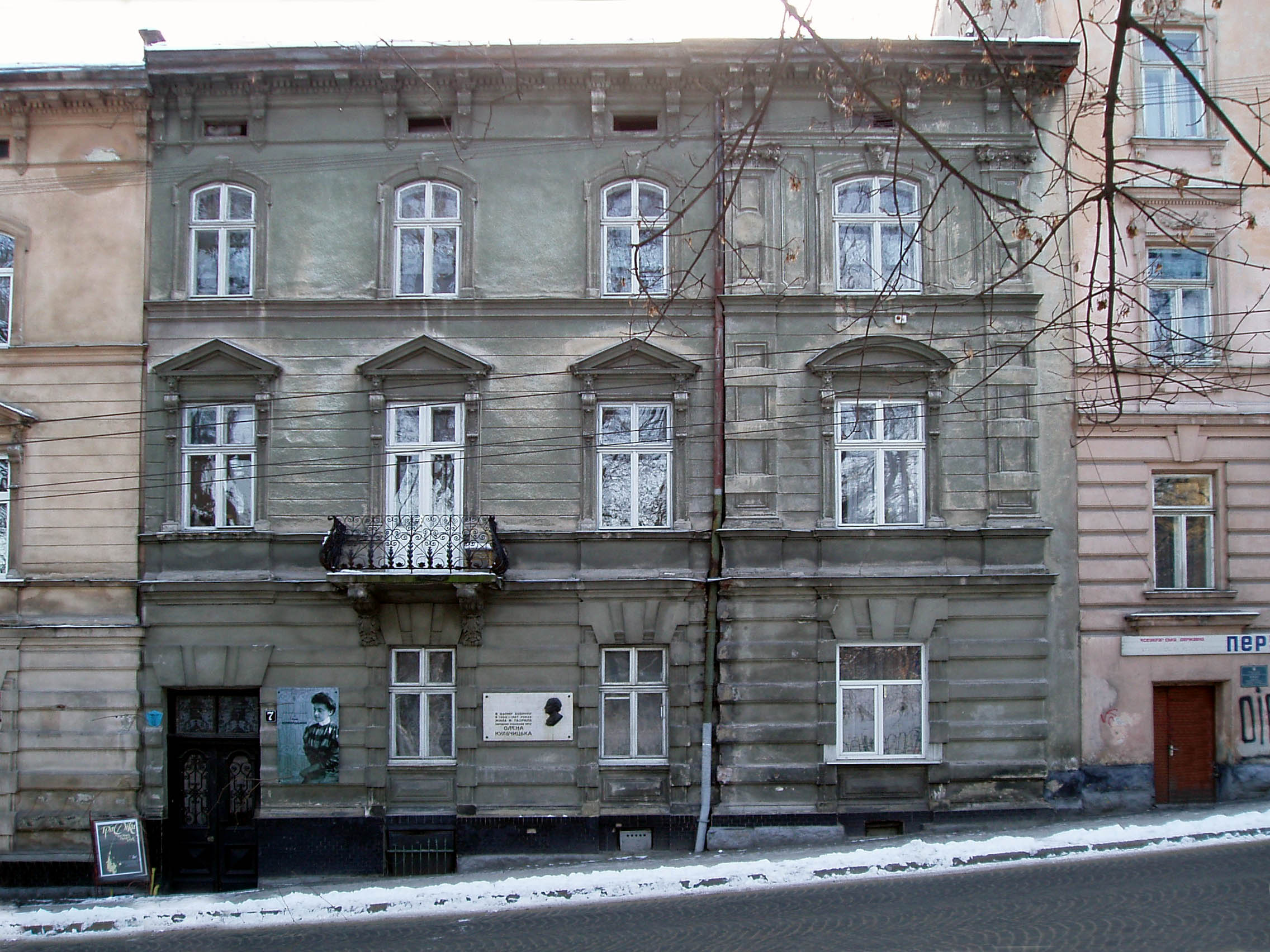
Дім на вулиці Листопадового чину, 7 (1890).